# Église Saint-Antoine de Vallentigny
L'église Saint-Antoine est une église située à Vallentigny, en France.

## Localisation
L'église est située sur la commune de Vallentigny, dans le département français de l'Aube.

## Historique
L'édifice est classé au titre des monuments historiques en 1948 et inscrit en 1948.